# Histoire du peuplement alpin
Pour un article plus général, voir Histoire des Alpes.
Le peuplement de l'arc alpin par l'homme est attesté à partir du Paléolithique moyen (vers 100 000 ans BP). 

## Peuplement paléolithique

### Néandertal
Le peuplement initial du massif alpin est dû à l'Homme de Néandertal qui y établit des campements saisonniers en altitude, à la faveur de la dernière période interglaciaire Riss-Würm (voir aussi glaciation). 
La motivation de la fréquentation du milieu montagnard difficile serait la chasse mais aussi l'exploitation de sources de silex pour l'outillage, notamment dans le Vercors.

### Homo sapiens
Des humains anatomiquement modernes pénètrent les vallées et les Préalpes à partir de 15 000 ans av. J.-C. (par exemple en Chartreuse à Saint-Thibaud-de-Couz, en Savoie ou dans le Vercors), à la fin du Paléolithique supérieur, durant la période estivale pour pratiquer la pêche, la chasse et aussi rechercher le silex.

## Peuplement néolithique
Au Néolithique, l'arc alpin est occupé par des agriculteurs-éleveurs à partir du VIe millénaire av. J.-C., la pénétration se faisant à la fois par le sud (Provence, Languedoc) et par le nord (Suisse). En altitude, les hautes vallées de l'Arc, de l'Isère, des Doires Baltée et Ripaire constituent des zones exploitées pour les roches vertes nécessaires à la fabrication des haches polies, exportées jusqu'en Bretagne.

### Redécouverte modernes des peuples néolithiques alpins
En 1840 quelques vestiges préhistoriques avaient été trouvés au fond du lac de Bienne mais la notion de Préhistoire n'étant pas acceptée à l'époque, cette découverte n'a pas eu d'implications. La prise de conscience de l'existence d'artefacts néolithiques dans la région survint durant le rigoureux hiver 1853-1854 pendant lequel le niveau du lac de Zurich baissa suffisamment pour que certaines de ses zones soient à sec, ce qui permit la découverte fortuite d'objets enfouis dans la vase. De nombreux restes de piliers en bois furent ensuite découverts par Ferdinand Keller à Obermeilen, ce qui rend possible la reconstitution de l'habitat des habitants de l'époque. L'étude de ces anciens « lacustres » suscita alors un véritable engouement qui accompagna notamment le développement de l'archéologie sous-marine des toutes premières prospections jusqu'à l'émergence d'une méthodologie rigoureuse pour les fouilles subaquatiques 110 ans plus tard. Près de 1000 sites lacustres ont depuis été exhumés, ceux-ci appartiennent à trois périodes distinctes : entre 4000 av. J.-C. et 2400 av. J.-C., entre 1900 av. J.-C. et 1500 av. J.-C. puis 1050 av. J.-C. et 800 av. J.-C., les périodes intermédiaires étant moins bien connues du fait d'un abandon (dû vraisemblablement à des changements climatiques) par les habitants des bords des lacs où les restes se conservent bien. Les datations pouvant être précises à l'année près grâce à la dendrochronologie, on peut ainsi construire une chronologie fine. Depuis 2004 ces sites palafittiques ("pieux plantés" en italien) sont inscrits au patrimoine mondial de l'UNESCO. En 1991 on a également retrouvé le corps d'Ötzi, momie extrêmement bien conservée qui a livré de nombreuses informations sur l'état de santé, l'équipement et l'alimentation dans les Alpes il y a 5000 ans.

### Habitat
Les maisons construites par les peuples lacustres sont implantées en bord de lac donc dans un environnement humide, inconfortable, sans doute insalubre, d'accès difficile par voie de terre et éloigné des champs et forêts. Cela peut s'expliquer par une pression démographique importante et une défense accrue contre les incursions ; il est cependant vraisemblable que des facteurs culturels aient aussi contribué à ce choix. On retrouve également des sites non lacustres, mais moins bien conservés que leurs homologues immergés. La construction des bâtiments a recours à des techniques élaborées de charpenterie (tenons, mortaises, clayonnages...). Les maisons de bord de lac sont légèrement surélevées pour pallier les variations du niveau de l'eau et mesurent environ 10 mètres de long pour 5 mètres de large. Ces maisons, d'une durée de vie moyenne de 15 ans, sont isolées au niveau du sol par de l'argile, un grenier étant aménagé sous un toit à double pente, lui-même recouvert de végétaux.

### Alimentation
L'approvisionnement en nourriture provient en bonne partie de l'agriculture et de l'élevage, avec des apports non négligeables de la cueillette, de la chasse et de la pêche. La part occupée par les différents aliments varie cependant nettement au fil du temps. 

#### Plantes cultivées
Parmi les céréales, on cultive le froment (surtout avant 2500 av. J.-C.), l'amidonnier (surtout après 2500 av. J.-C.), l'engrain (plutôt vers 4000 et vers 800 av. J.-C.), l'épeautre (à partir de 2500 et surtout après 1000 av. J.-C.), l'orge (surtout après 2500 av. J.-C.) et le millet (à partir de 1000 av. J.-C., où il est fréquent). Elles sont consommées sous forme de bouillies, de galettes et, dans le cas de l'orge, de bière.
On cultive aussi des oléagineux : du lin (surtout 3000 av. J.-C. et 2000 av. J.-C. où le tissage se développe) et du pavot.
On cultive enfin des légumineuses mais en des quantités bien moindres : des pois (pendant tout le néolithique), des lentilles et des fèves (à partir de 1000 av. J.-C.).

#### Chasse et élevage
Les animaux domestiques élevés dans les Alpes sont les bovins, les porcs, les moutons et les chèvres jusqu'à 1800 av. J.-C., date à laquelle le cheval est introduit dans les montagnes. Tous fournissent de la viande et des peaux, mais le bœuf et le cheval sont également utilisés pour tirer des attelages, ce que confirme l'exhumation de jougs. Le gibier, principalement des cerfs et des chevreuils, constitue également une source importante de nourriture : 60 % de la viande vient du gibier en 4000 av. J.-C. et 10 % en 1000 av. J.-C..

#### Pêche
On retrouve aussi bien du matériel de pêche depuis les bords des lacs que de pêche au filet depuis une embarcation. Des pirogues monoxyles d'une dizaine de mètres de long taillées dans des bois variés (pin, hêtre, tilleul, peuplier et frêne) ont ainsi été retrouvées ; elles servaient à la fois à la pêche et au déplacement sur les grands lacs que sont le lac Léman, le lac de Constance ou encore le lac de Neuchatel.

### Économie

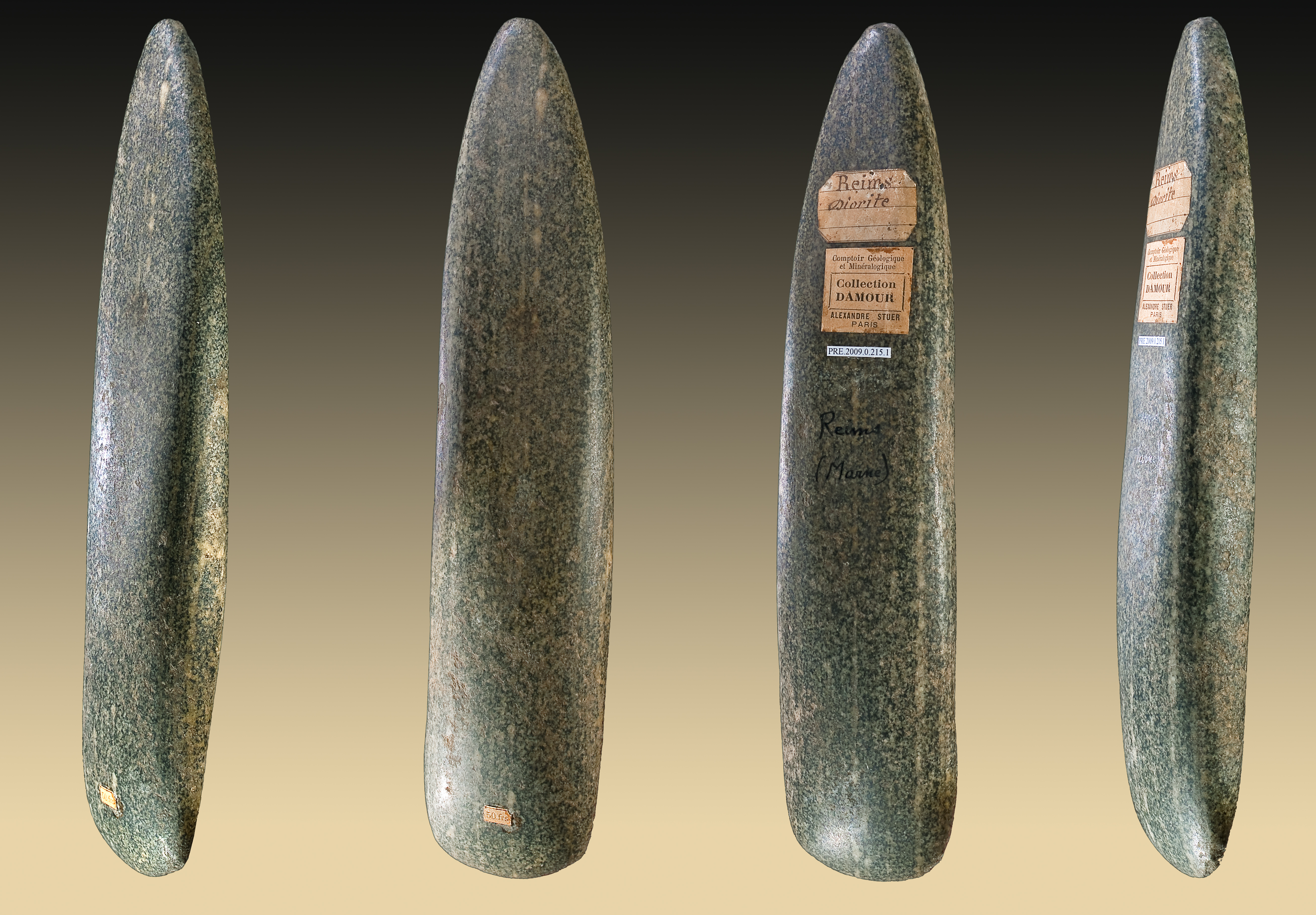
Hache polie en diorite extraite dans les Alpes – Environs de Reims, France – Collection d’Alexis Damour – Muséum de Toulouse.

La plupart des objets fabriqués dans la région à cette époque sont à usage local et fabriqués à partir de matières premières exploitées localement. Cependant on retrouve également à partir de 3300 av. J.-C. des objets taillés dans du silex importé. Les Alpes sont également le lieu de gisements de roches particulières très appréciées telles que la jadéite, ce qui donne lieu à une exportation de haches cérémonielles polies depuis les Alpes vers toute l'Europe de l'ouest.

## Peuplement de l'âge des métaux
Aux Âges des métaux, le peuplement s'accroît avec l'exploitation du cuivre et l'ouverture des cols pour le trafic vers l'Italie.